# روث فرانسيس لونغ
روث فرانسيس لونغ (بالإنجليزية: Ruth Frances Long)‏ (20 أبريل 1971، دبلن في جمهورية أيرلندا)؛ كاتِبة مُتخصِّصة في أدب الأطفال وروائية أيرلندية.